# Guston (Kent)
Guston est une paroisse civile et un village du Kent, en Angleterre.